# Beléndek
A beléndek (Hyoscyamus) a kétszikűek osztályába tartozó burgonyafélék (Solanaceae) családjának egyik nemzetsége, mintegy tíz fajjal.
Egy- vagy kétéves, lágy szárú, gyakori, általában mérgező növények. A Kárpát-medencében közönséges gyomnövény a bolondító beléndek (H. niger).
Egyik latin nevéből származó alkaloidja a hioszciamin.

## Felhasználás
A korai civilizációkban az istenek növényének számított, később az ördög művének tartották. A középkorban ez volt az egyik alkotóeleme a boszorkányzsírnak, mellyel ha bekenték magukat révületbe estek, képzeletben repülni tudtak. Az idők folyamán számos módon visszaéltek vele, mérget is kevertek belőle.
Élvezeti szer is volt, már Dioszkuridész is említi, hogy méhsörbe keverték magvait mákkal és ópiummal.
A germánok is kevertek beléndekmagot a sörükbe, ez volt az úgynevezett pilsen-sör, míg az 1516-os sörtörvény be nem tiltotta alkalmazását. (Ez a törvény tekinthető az első kábítószerellenes rendeletnek.) Viszont mint szerelmi bájital alkotó eleme továbbra is használatban maradt.
Magyarországon fogfájás ellen is alkalmazták. A kóróján megszáradt gyümölcseikben lévő magjait megszárították, szenet hevítettek, arra rászórták, majd a fogfájós betegnek pár percig, nyitott szájjal a felszálló gőzök fölött kellett maradnia.